# هانس شريدر
هانس شريدر (بالألمانية: Hans Schrader)‏ هو عالم إنسان ألماني، ولد في 15 فبراير 1869 في سووبسك في بولندا، وتوفي في 6 سبتمبر 1948 في برلين في ألمانيا.